# Système d'unités gaussiennes
Le système d'unités gaussiennes constitue un système métrique d'unités physiques. Ce système est le plus couramment utilisé de toute une famille de systèmes d'unités électromagnétiques basés sur des unités cgs (centimètre-gramme-seconde). Il est aussi appelé unités gaussiennes, unités gaussiennes-cgs, ou souvent simplement unités cgs. Ce dernier terme "unités cgs" est cependant ambigu, et doit donc être évité si possible : il existe plusieurs variantes d'unités cgs, avec des définitions contradictoires des quantités et unités électromagnétiques.
Les unités SI sont à présent préférentiellement utilisées dans la plupart des domaines, aux dépens des unités gaussiennes.
Les conversions entre le système d'unités gaussiennes et le système d'unités SI sont plus compliquées qu'un simple changement d'unité, parce que les grandeurs physiques elles-mêmes sont définies différemment, si bien que les équations exprimant les lois physiques de l'électromagnétisme (comme par exemple les équations de Maxwell) changent suivant le système d'unités utilisé. En particulier, des quantités sans dimension dans un système peuvent avoir une dimension dans un autre.

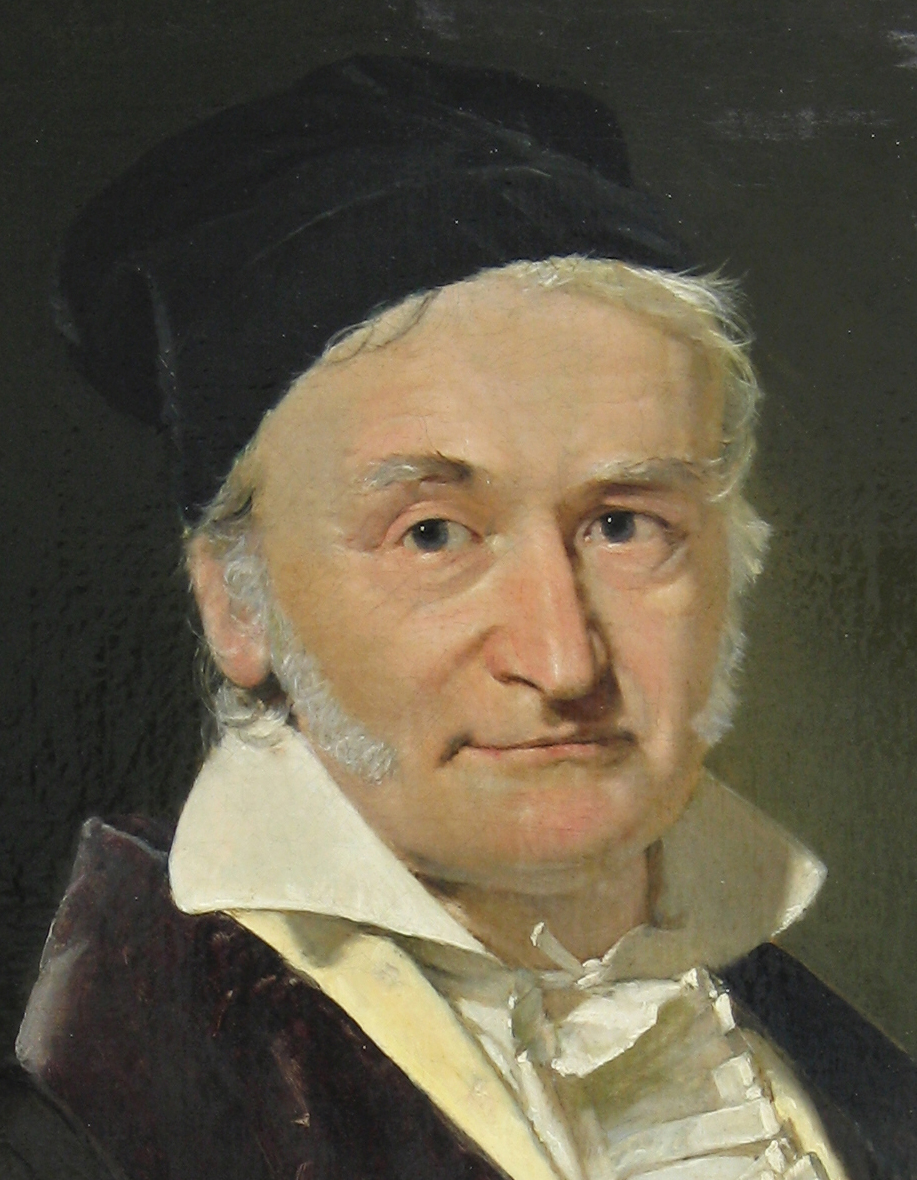
Carl Friedrich Gauss

## Historique
Les unités gaussiennes existaient avant le système CGS. Le rapport de la British Association de 1873 qui a introduit le système CGS mentionne des unités gaussiennes dérivées du système pied-grain-seconde et du système mètre-gramme-seconde. Il existe également des références aux unités gaussiennes pied-livre-seconde.

## Systèmes d'unités alternatifs
Le système d'unités gaussiennes n'est qu'un des nombreux systèmes d'unités électromagnétiques du CGS, qui définit également les « unités électrostatiques », les « unités électromagnétiques » et les unités de Lorentz – Heaviside.
D'autres systèmes d'unités sont qualifiés d'« unités naturelles », comme par exemple les unités atomiques de Hartree, le système d'unités de Planck et d'autres. Ces unités naturelles peuvent être utilisées dans des domaines plus théoriques et abstraits de la physique, en particulier la physique des particules et la théorie des cordes.
Les unités SI sont de loin le système d'unités le plus courant aujourd'hui. Dans les domaines de l'ingénierie et au quotidien, le SI est presque universel. Dans la littérature technique et scientifique (comme la physique théorique et l'astronomie), les unités gaussiennes étaient prédominantes jusqu'à ces dernières décennies, mais le deviennent de moins en moins. La 8e brochure SI reconnaissait que le système d'unités CGS-gaussien présente des avantages en électrodynamique classique et relativiste mais la 9e brochure SI ne fait aucune mention des systèmes CGS.

## Principales différences entre les unités gaussiennes et les unités SI

### Systèmes d'unités "rationalisés"
Une différence entre les unités gaussiennes et SI réside dans les facteurs de 4 π dans diverses formules. Les unités électromagnétiques SI sont dites «rationalisées» car les équations de Maxwell n'ont pas de facteurs explicites de 4 π dans les formules. Inversement, les lois en carré inverse exprimant les forces – la loi de Coulomb et la loi de Biot-Savart – ont un facteur de 4 π attaché au terme en r2. Dans les unités gaussiennes non rationalisées, la situation est inverse.
La quantité 4 π apparaît parce que 4 πr2 est la surface de la sphère de rayon r, ce qui reflète la géométrie de la configuration. Pour plus de détails, voir les articles Relation entre la loi de Gauss et la loi de Coulomb et loi en carré inverse.

### Unité de charge
Une différence majeure entre les unités gaussiennes et SI réside dans la définition de l'unité de charge. Dans le SI, une unité de base distincte (l'ampère) est associée aux phénomènes électromagnétiques, avec pour conséquence par exemple que la charge électrique (1 coulomb = 1 ampère × 1 seconde) a une dimension propre déterminée et n'est pas exprimée uniquement en termes des unités mécaniques (kilogramme, mètre, seconde). En revanche, dans le système gaussien, l'unité de charge électrique (statcoulomb, statC) peut s'écrire entièrement comme une combinaison dimensionnelle des unités mécaniques (gramme, centimètre, seconde), comme :
1 statC = 1 g1/2⋅cm3/2⋅s-1
Par exemple, la loi de Coulomb en unités gaussiennes n'a pas de constante :
{\displaystyle F={\frac {Q_{1}^{\text{G}}Q_{2}^{\text{G}}}{r^{2}}}}
où F est la force de répulsion entre deux charges électriques, Q
1 et Q
2 sont les deux charges en question, et r est la distance qui les sépare. Si Q 
1 et Q
2 sont exprimés en statC et r en cm, F sera exprimé en dyne.
La même loi en unités SI est :
{\displaystyle F={\frac {1}{4\pi \varepsilon _{0}}}{\frac {Q_{1}^{\text{SI}}Q_{2}^{\text{SI}}}{r^{2}}}}
où ε0 est la permittivité du vide, une quantité dont la dimension est s4⋅A2⋅kg−1⋅m−3. Sans ε 0, les deux côtés n'auraient pas de dimensions cohérentes en SI, alors que la quantité ε 0 n'apparaît pas dans les équations gaussiennes. Ceci est un exemple de la façon dont certaines constantes physiques dimensionnelles peuvent être éliminées des expressions de la loi physique simplement par le choix judicieux des unités. Dans SI, 1 / ε 0, convertit ou met à l'échelle la densité de flux, D, en champ électrique, E (ce dernier a une dimension de force par charge), tandis que dans les unités gaussiennes rationalisées, la densité de flux électrique est la même quantité que l'intensité du champ électrique dans le vide.
Dans les unités gaussiennes, la vitesse de la lumière c apparaît explicitement dans les formules électromagnétiques comme les équations de Maxwell (voir ci-dessous), alors qu'en SI elle n'apparaît que via le produit {\displaystyle \mu _{0}\varepsilon _{0}=1/c^{2}}, où {\displaystyle \mu _{0}} est la perméabilité (magnétique) du vide.

### Unités de magnétisme
Dans les unités gaussiennes, contrairement aux unités SI, le champ électrique E G et le champ magnétique B G ont la même dimension. Cela équivaut à un facteur de c entre la façon dont B est défini dans les deux systèmes unitaires, en plus des autres différences. Le même facteur s'applique à d'autres grandeurs magnétiques telles que H et M.

### Polarisation, aimantation
Il existe d'autres différences entre les unités gaussiennes et SI dans la façon dont les quantités liées à la polarisation et à la magnétisation sont définies. D'une part, en unités gaussiennes, toutes les quantités suivantes ont la même dimension: E G, D G, P G, B G, H G et M G. Un autre point important est que la susceptibilité électrique et magnétique d'un matériau est sans dimension à la fois en unités gaussiennes et SI, mais un matériau donné aura une susceptibilité numérique différente dans les deux systèmes. L'équation est donnée ci-dessous.

## Liste des équations
Cette section contient une liste des formules de base de l'électromagnétisme, données en unités gaussiennes et SI. La plupart des noms de symboles ne sont pas donnés; pour des explications et des définitions complètes, veuillez cliquer sur l'article dédié approprié pour chaque équation. Un schéma de conversion simple à utiliser lorsque les tables ne sont pas disponibles peut être trouvé dans la réf. Toutes les formules sauf indication contraire proviennent de la réf.

### Équations de Maxwell
Voici les équations de Maxwell, à la fois sous des formes macroscopiques et microscopiques. Seule la "forme différentielle" des équations est donnée, pas la "forme intégrale" ; pour obtenir les formes intégrales, appliquez le théorème de divergence ou le théorème de Kelvin – Stokes.
| Nom                                                          | Quantités gaussiennes | Quantités ISQ |
| ------------------------------------------------------------ | --- | --- |
| Loi de Gauss (macroscopique)                                 | {\displaystyle \nabla \cdot \mathbf {D} ^{\text{G}}=4\pi \rho _{\text{f}}^{\text{G}}}                                                                                           | {\displaystyle \nabla \cdot \mathbf {D} ^{\text{SI}}=\rho _{\text{f}}^{\text{SI}}}                                                                                |
| Loi de Gauss (microscopique)                                 | {\displaystyle \nabla \cdot \mathbf {E} ^{\text{G}}=4\pi \rho ^{\text{G}}} | {\displaystyle \nabla \cdot \mathbf {E} ^{\text{SI}}=\rho ^{\text{SI}}/\epsilon _{0}}                                                                             |
| Loi de Gauss pour le magnétisme :                            | {\displaystyle \nabla \cdot \mathbf {B} ^{\text{G}}=0} | {\displaystyle \nabla \cdot \mathbf {B} ^{\text{SI}}=0} |
| Équation de Maxwell – Faraday (Loi d'induction de Faraday) : | {\displaystyle \nabla \times \mathbf {E} ^{\text{G}}=-{\frac {1}{c}}{\frac {\partial \mathbf {B} ^{\text{G}}}{\partial t}}}                                                     | {\displaystyle \nabla \times \mathbf {E} ^{\text{SI}}=-{\frac {\partial \mathbf {B} ^{\text{SI}}}{\partial t}}}                                                   |
| Équation Ampère – Maxwell (macroscopique) :                  | {\displaystyle \nabla \times \mathbf {H} ^{\text{G}}={\frac {4\pi }{c}}\mathbf {J} _{\text{f}}^{\text{G}}+{\frac {1}{c}}{\frac {\partial \mathbf {D} ^{\text{G}}}{\partial t}}} | {\displaystyle \nabla \times \mathbf {H} ^{\text{SI}}=\mathbf {J} _{\text{f}}^{\text{SI}}+{\frac {\partial \mathbf {D} ^{\text{SI}}}{\partial t}}}                |
| Équation Ampère – Maxwell (microscopique) :                  | {\displaystyle \nabla \times \mathbf {B} ^{\text{G}}={\frac {4\pi }{c}}\mathbf {J} ^{\text{G}}+{\frac {1}{c}}{\frac {\partial \mathbf {E} ^{\text{G}}}{\partial t}}}            | {\displaystyle \nabla \times \mathbf {B} ^{\text{SI}}=\mu _{0}\mathbf {J} ^{\text{SI}}+{\frac {1}{c^{2}}}{\frac {\partial \mathbf {E} ^{\text{SI}}}{\partial t}}} |

### Autres lois fondamentales
| Nom                                                   | Quantités gaussiennes | Quantités ISQ |
| ----------------------------------------------------- | --- | --- |
| Force de Lorentz                                      | {\displaystyle \mathbf {F} =q^{\text{G}}\,\left(\mathbf {E} ^{\text{G}}+{\tfrac {1}{c}}\,\mathbf {v} \times \mathbf {B} ^{\text{G}}\right)}                    | {\displaystyle \mathbf {F} =q^{\text{SI}}\,\left(\mathbf {E} ^{\text{SI}}+\mathbf {v} \times \mathbf {B} ^{\text{SI}}\right)}                                               |
| Loi de coulomb                                        | {\displaystyle \mathbf {F} ={\frac {q_{1}^{\text{G}}q_{2}^{\text{G}}}{r^{2}}}\,\mathbf {\hat {r}} }                                                            | {\displaystyle \mathbf {F} ={\frac {1}{4\pi \varepsilon _{0}}}\,{\frac {q_{1}^{\text{SI}}q_{2}^{\text{SI}}}{r^{2}}}\,\mathbf {\hat {r}} }                                   |
| Champ électrique d'une charge ponctuelle stationnaire | {\displaystyle \mathbf {E} ={\frac {q^{\text{G}}}{r^{2}}}\,\mathbf {\hat {r}} }                                                                                | {\displaystyle \mathbf {E} ={\frac {1}{4\pi \varepsilon _{0}}}\,{\frac {q^{\text{SI}}}{r^{2}}}\,\mathbf {\hat {r}} }                                                        |
| Loi de Biot – Savart                                  | {\displaystyle \mathbf {B} ^{\text{G}}={\frac {1}{c}}\!\oint {\frac {I^{\text{G}}\times \mathbf {\hat {r}} }{r^{2}}}\,\operatorname {d} \!\mathbf {\text{ℓ}} } | {\displaystyle \mathbf {B} ^{\text{SI}}={\frac {\mu _{0}}{4\pi }}\!\oint {\frac {I^{\text{SI}}\times \mathbf {\hat {r}} }{r^{2}}}\,\operatorname {d} \!\mathbf {\text{ℓ}} } |

### Grandeurs énergétiques
| Nom                                 | Quantités gaussiennes | Quantités ISQ |
| ----------------------------------- | --- | --- |
| Densité d'énergie électromagnétique | {\displaystyle u_{em}={\frac {1}{8\pi }}\left({\left\|\mathbf {E} ^{\text{G}}\right\|}^{2}+{\left\|\mathbf {B} ^{\text{G}}\right\|}^{2}\right)} | {\displaystyle u_{em}={\frac {\varepsilon _{0}}{2}}{\left\|\mathbf {E} ^{\text{SI}}\right\|}^{2}+{\frac {1}{2\mu _{0}}}{\left\|\mathbf {B} ^{\text{SI}}\right\|}^{2}} |
| Vecteur de poynting (microscopique) | {\displaystyle \mathbf {S} ={\frac {c}{4\pi }}\,\mathbf {E} ^{\text{G}}\times \mathbf {B} ^{\text{G}}}                                          | {\displaystyle \mathbf {S} ={\frac {1}{\mu _{0}}}\,\mathbf {E} ^{\text{SI}}\times \mathbf {B} ^{\text{SI}}}                                                           |

### Matériaux diélectriques et magnétiques
Voici les expressions des différents champs dans un milieu diélectrique. On suppose ici pour simplifier que le milieu est homogène, linéaire, isotrope et non dispersif, de sorte que la permittivité est une constante simple.
| Quantités gaussiennes                                                                        | Quantités ISQ (en)                                                                                            |
| -------------------------------------------------------------------------------------------- | --- |
| {\displaystyle \mathbf {D} ^{\text{G}}=\mathbf {E} ^{\text{G}}+4\pi \mathbf {P} ^{\text{G}}} | {\displaystyle \mathbf {D} ^{\text{SI}}=\varepsilon _{0}\mathbf {E} ^{\text{SI}}+\mathbf {P} ^{\text{SI}}}    |
| {\displaystyle \mathbf {P} ^{\text{G}}=\chi _{\text{e}}^{\text{G}}\mathbf {E} ^{\text{G}}}   | {\displaystyle \mathbf {P} ^{\text{SI}}=\chi _{\text{e}}^{\text{SI}}\varepsilon _{0}\mathbf {E} ^{\text{SI}}} |
| {\displaystyle \mathbf {D} ^{\text{G}}=\varepsilon ^{\text{G}}\mathbf {E} ^{\text{G}}}       | {\displaystyle \mathbf {D} ^{\text{SI}}=\varepsilon ^{\text{SI}}\mathbf {E} ^{\text{SI}}}                     |
| {\displaystyle \varepsilon ^{\text{G}}=1+4\pi \chi _{\text{e}}^{\text{G}}}                   | {\displaystyle \varepsilon ^{\text{SI}}/\varepsilon _{0}=1+\chi _{\text{e}}^{\text{SI}}}                      |

où :
- E et D sont respectivement le champ électrique et le champ de déplacement ;
- P est la densité de polarisation ;
- {\displaystyle \varepsilon } est la permittivité ;
- {\displaystyle \varepsilon _{0}} est la permittivité du vide (utilisée dans le système SI, mais dénuée de sens dans les unités gaussiennes) ;
- {\displaystyle \chi _{\text{e}}} est la susceptibilité électrique.

Les quantités {\displaystyle \varepsilon ^{\text{G}}} et {\displaystyle \varepsilon ^{\text{SI}}/\varepsilon _{0}} sont sans dimension et ont la même valeur numérique. En revanche, la susceptibilité électrique {\displaystyle \chi _{e}^{\text{G}}} et {\displaystyle \chi _{e}^{\text{SI}}} sont sans unité, mais ont des valeurs numériques différentes pour le même matériau :
{\displaystyle 4\pi \chi _{\text{e}}^{\text{G}}=\chi _{\text{e}}^{\text{SI}}}
Ensuite, voici les expressions des différents champs dans un milieu magnétique. Encore une fois, on suppose que le milieu est homogène, linéaire, isotrope et non dispersif, de sorte que la perméabilité est une constante simple.
| Quantités gaussiennes                                                                        | Quantités ISQ (en)                                                                                   |
| -------------------------------------------------------------------------------------------- | --- |
| {\displaystyle \mathbf {B} ^{\text{G}}=\mathbf {H} ^{\text{G}}+4\pi \mathbf {M} ^{\text{G}}} | {\displaystyle \mathbf {B} ^{\text{SI}}=\mu _{0}(\mathbf {H} ^{\text{SI}}+\mathbf {M} ^{\text{SI}})} |
| {\displaystyle \mathbf {M} ^{\text{G}}=\chi _{\text{m}}^{\text{G}}\mathbf {H} ^{\text{G}}}   | {\displaystyle \mathbf {M} ^{\text{SI}}=\chi _{\text{m}}^{\text{SI}}\mathbf {H} ^{\text{SI}}}        |
| {\displaystyle \mathbf {B} ^{\text{G}}=\mu ^{\text{G}}\mathbf {H} ^{\text{G}}}               | {\displaystyle \mathbf {B} ^{\text{SI}}=\mu ^{\text{SI}}\mathbf {H} ^{\text{SI}}}                    |
| {\displaystyle \mu ^{\text{G}}=1+4\pi \chi _{\text{m}}^{\text{G}}}                           | {\displaystyle \mu ^{\text{SI}}/\mu _{0}=1+\chi _{\text{m}}^{\text{SI}}}                             |

où :
- B et H sont les champs magnétiques ;
- M est la magnétisation ;
- {\displaystyle \mu } est la perméabilité magnétique ;
- {\displaystyle \mu _{0}} est la perméabilité du vide (utilisée dans le système SI, mais sans signification dans les unités gaussiennes) ;
- {\displaystyle \chi _{\text{m}}} est la susceptibilité magnétique.

Les quantités {\displaystyle \mu ^{\text{G}}} et {\displaystyle \mu ^{\text{SI}}/\mu _{0}} sont sans dimension et ont la même valeur numérique. En revanche, la susceptibilité magnétique {\displaystyle \chi _{\text{m}}^{\text{G}}} et {\displaystyle \chi _{\text{m}}^{\text{SI}}} sont sans unité, mais ont des valeurs numériques différentes dans les deux systèmes pour le même matériau :
{\displaystyle 4\pi \chi _{\text{m}}^{\text{G}}=\chi _{\text{m}}^{\text{SI}}}

### Potentiels vectoriels et scalaires
Les champs électriques et magnétiques peuvent s'écrire en termes de potentiel vectoriel A et de potentiel scalaire φ.
| Nom                | Quantités gaussiennes | Quantités ISQ (en) |
| ------------------ | --- | --- |
| Champ électrique   | {\displaystyle \mathbf {E} ^{\text{G}}=-\nabla \phi ^{\text{G}}-{\frac {1}{c}}{\frac {\partial \mathbf {A} ^{\text{G}}}{\partial t}}} | {\displaystyle \mathbf {E} ^{\text{SI}}=-\nabla \phi ^{\text{SI}}-{\frac {\partial \mathbf {A} ^{\text{SI}}}{\partial t}}} |
| Champ magnétique B | {\displaystyle \mathbf {B} ^{\text{G}}=\nabla \times \mathbf {A} ^{\text{G}}}                                                         | {\displaystyle \mathbf {B} ^{\text{SI}}=\nabla \times \mathbf {A} ^{\text{SI}}}                                            |

### Circuit électrique
| Nom                                  | Quantités gaussiennes                                                          | Quantités ISQ (en)                                                   |
| ------------------------------------ | ------------------------------------------------------------------------------ | -------------------------------------------------------------------- |
| Conservation de la charge électrique | {\displaystyle I^{\text{G}}={\frac {dQ^{\text{G}}}{dt}}}                       | {\displaystyle I^{\text{ISQ}}={\frac {dQ^{\text{ISQ}}}{dt}}}         |
| Loi de Lenz-Faraday                  | {\displaystyle V^{\text{G}}=-{\frac {1}{c}}{\frac {d\varPhi ^{\text{G}}}{dt}}} | {\displaystyle V^{\text{ISQ}}=-{\frac {d\varPhi ^{\text{ISQ}}}{dt}}} |
| Loi d'Ohm                            | {\displaystyle V^{\text{G}}=R^{\text{G}}I^{\text{G}}}                          | {\displaystyle V^{\text{ISQ}}=R^{\text{ISQ}}I^{\text{ISQ}}}          |
| Capacité électrique                  | {\displaystyle Q^{\text{G}}=C^{\text{G}}V^{\text{G}}}                          | {\displaystyle Q^{\text{ISQ}}=C^{\text{ISQ}}V^{\text{ISQ}}}          |
| Inductance                           | {\displaystyle \varPhi ^{\text{G}}=cL^{\text{G}}I^{\text{G}}}                  | {\displaystyle \varPhi ^{\text{ISQ}}=L^{\text{ISQ}}I^{\text{ISQ}}}   |

### Constante physique
| Nom                               | Quantités gaussiennes                                                                   | Quantités ISQ (en)                                                                                    |
| --------------------------------- | --------------------------------------------------------------------------------------- | --- |
| Impédance caractéristique du vide | {\displaystyle Z_{0}^{\text{G}}={\frac {4\pi }{c}}}                                     | {\displaystyle Z_{0}^{\text{ISQ}}={\sqrt {\frac {\mu _{0}}{\epsilon _{0}}}}}                          |
| Constante électrique              | {\displaystyle 1={\frac {4\pi }{Z_{0}^{\text{G}}c}}}                                    | {\displaystyle \epsilon _{0}={\frac {1}{Z_{0}^{\text{ISQ}}c}}}                                        |
| Constante magnétique              | {\displaystyle 1={\frac {Z_{0}^{\text{G}}c}{4\pi }}}                                    | {\displaystyle \mu _{0}={\frac {Z_{0}^{\text{ISQ}}}{c}}}                                              |
| Constante de structure fine       | {\displaystyle \alpha ={\frac {(e^{\text{G}})^{2}}{\hbar c}}}                           | {\displaystyle \alpha ={\frac {Z_{0}^{\text{ISQ}}c}{4\pi }}{\frac {(e^{\text{ISQ}})^{2}}{\hbar c}}}   |
| Quantum de flux magnétique        | {\displaystyle \phi _{0}^{\text{G}}={\frac {hc}{2e^{\text{G}}}}}                        | {\displaystyle \phi _{0}^{\text{ISQ}}={\frac {h}{2e^{\text{ISQ}}}}}                                   |
| Quantum de conductance            | {\displaystyle G_{0}^{\text{G}}={\frac {2(e^{\text{G}})^{2}}{h}}}                       | {\displaystyle G_{0}^{\text{ISQ}}={\frac {2(e^{\text{ISQ}})^{2}}{h}}}                                 |
| Rayon de Bohr                     | {\displaystyle a_{\text{B}}={\frac {\hbar ^{2}}{m_{\text{e}}(e^{\text{G}})^{2}}}}       | {\displaystyle a_{\text{B}}={\frac {4\pi \epsilon _{0}\hbar ^{2}}{m_{\text{e}}(e^{\text{ISQ}})^{2}}}} |
| Magnéton de Bohr                  | {\displaystyle \mu _{\text{B}}^{\text{G}}={\frac {e^{\text{G}}\hbar }{2m_{\text{e}}c}}} | {\displaystyle \mu _{\text{B}}^{\text{ISQ}}={\frac {e^{\text{ISQ}}\hbar }{2m_{\text{e}}}}}            |

## Noms des unités électromagnétiques
Pour les unités non électromagnétiques, voir Système d'unités Centimètre-gramme-seconde.
| Quantité                                      | Symbole | Unité SI | Unité gaussienne (en unités de base cgs)         | Facteur de conversion |
| --------------------------------------------- | ------- | -------- | ------------------------------------------------ | --- |
| Charge électrique                             | q       | C        | franklin (Fr) (cm3/2⋅g1/2⋅s−1)                   | {\displaystyle {\frac {q^{\text{G}}}{q^{\text{SI}}}}={\frac {1}{\sqrt {4\pi \epsilon _{0}}}}={\frac {2{,}998\times 10^{9}\,{\text{Fr}}}{1\,{\text{C}}}}}                                               |
| Courant électrique                            | I       | A        | biot (Bi), abampère (abA), Fr/s (cm3/2⋅g1/2⋅s−2) | {\displaystyle {\frac {I^{\text{G}}}{I^{\text{SI}}}}={\frac {1}{\sqrt {4\pi \epsilon _{0}}}}={\frac {2{,}998\times 10^{9}\,{\text{Fr/s}}}{1\,{\text{A}}}}}                                             |
| Potentiel électrique (Tension électrique)     | φ V     | V        | statV (cm1/2⋅g1/2⋅s−1)                           | {\displaystyle {\frac {V^{\text{G}}}{V^{\text{SI}}}}={\sqrt {4\pi \epsilon _{0}}}={\frac {1\,{\text{statV}}}{2{,}998\times 10^{2}\,{\text{V}}}}}                                                       |
| Champ électrique                              | E       | V/m      | statV/cm (cm−1/2⋅g1/2⋅s−1)                       | {\displaystyle {\frac {\mathbf {E} ^{\text{G}}}{\mathbf {E} ^{\text{SI}}}}={\sqrt {4\pi \epsilon _{0}}}={\frac {1\,{\text{statV/cm}}}{2{,}998\times 10^{4}\,{\text{V/m}}}}}                            |
| Induction électrique                          | D       | C/m2     | Fr/cm2 (cm−1/2g1/2s−1)                           | {\displaystyle {\frac {\mathbf {D} ^{\text{G}}}{\mathbf {D} ^{\text{SI}}}}={\sqrt {\frac {4\pi }{\epsilon _{0}}}}={\frac {4\pi \times 2{,}998\times 10^{5}\,{\text{Fr/cm}}^{2}}{1\,{\text{C/m}}^{2}}}} |
| Densité de flux magnétique (Champ magnétique) | B       | T        | Gauss (G) (cm−1/2⋅g1/2⋅s−1)                      | {\displaystyle {\frac {\mathbf {B} ^{\text{G}}}{\mathbf {B} ^{\text{SI}}}}={\sqrt {\frac {4\pi }{\mu _{0}}}}={\frac {10^{4}\,{\text{G}}}{1\,{\text{T}}}}}                                              |
| Champ d'aimantation (Champ magnétique)        | H       | A/m      | Œrsted (Oe) (cm−1/2⋅g1/2⋅s−1)                    | {\displaystyle {\frac {\mathbf {H} ^{\text{G}}}{\mathbf {H} ^{\text{SI}}}}={\sqrt {4\pi \mu _{0}}}={\frac {4\pi \times 10^{-3}\,{\text{Oe}}}{1\,{\text{A/m}}}}}                                        |
| Moment magnétique                             | m       | A⋅m2     | Debye (D), erg/G (cm5/2⋅g1/2⋅s−1)                | {\displaystyle {\frac {\mathbf {m} ^{\text{G}}}{\mathbf {m} ^{\text{SI}}}}={\sqrt {\frac {\mu _{0}}{4\pi }}}={\frac {10^{3}\,{\text{erg/G}}}{1\,{\text{A}}{\cdot }{\text{m}}^{2}}}}                    |
| Flux magnétique                               | Φm      | Wb       | Maxwell (Mx), G⋅cm2 (cm3/2⋅g1/2⋅s−1)             | {\displaystyle {\frac {\Phi _{m}^{\text{G}}}{\Phi _{m}^{\text{SI}}}}={\sqrt {\frac {4\pi }{\mu _{0}}}}={\frac {10^{8}\,{\text{G}}{\cdot }{\text{cm}}^{2}}{1\,{\text{Wb}}}}}                            |
| Résistance                                    | R       | Ω        | s/cm                                             | {\displaystyle {\frac {R^{\text{G}}}{R^{\text{SI}}}}=4\pi \epsilon _{0}={\frac {1\,{\text{s/cm}}}{2{,}998^{2}\times 10^{11}\,\Omega }}}                                                                |
| Conductivité électrique                       | ρ       | Ω⋅m      | s                                                | {\displaystyle {\frac {\rho ^{\text{G}}}{\rho ^{\text{SI}}}}=4\pi \epsilon _{0}={\frac {1\,{\text{s}}}{2{,}998^{2}\times 10^{9}\,\Omega {\cdot }{\text{m}}}}}                                          |
| Capacité électrique                           | C       | F        | cm                                               | {\displaystyle {\frac {C^{\text{G}}}{C^{\text{SI}}}}={\frac {1}{4\pi \epsilon _{0}}}={\frac {2{,}998^{2}\times 10^{11}\,{\text{cm}}}{1\,{\text{F}}}}}                                                  |
| Inductance                                    | L       | H        | Abhenry (abH) s2/cm                              | {\displaystyle {\frac {L^{\text{G}}}{L^{\text{SI}}}}=4\pi \epsilon _{0}={\frac {1\,{\text{s}}^{2}/{\text{cm}}}{2{,}998^{2}\times 10^{11}\,{\text{H}}}}}                                                |

Remarque : les quantités SI {\displaystyle \epsilon _{0}} et {\displaystyle \mu _{0}} vérifient {\displaystyle \epsilon _{0}\mu _{0}=1/c^{2}}.
Les facteurs de conversion sont écrits à la fois symboliquement et numériquement. Les facteurs de conversion numériques peuvent être dérivés des facteurs de conversion symboliques par analyse dimensionnelle. Par exemple, la ligne du haut indique {\displaystyle {\frac {1}{\sqrt {4\pi \epsilon _{0}}}}={\frac {2{,}998\times 10^{9}\,{\text{Fr}}}{1\,{\text{C}}}}}, relation vérifiable par l'analyse dimensionnelle, en développant {\displaystyle \epsilon _{0}} et C en unités de base SI, et Fr en expansion en unités de base gaussiennes.
Il peut paraître surprenant d'imaginer mesurer une capacité électrique en centimètres. Un exemple éclairant est qu'un centimètre de capacité est la capacité entre une sphère de rayon 1 cm dans le vide et l'infini.
Une autre unité surprenante consiste à mesurer la résistivité en unités de secondes. Par exemple, considérons un condensateur à plaques parallèles qui a un diélectrique "qui fuit" avec une permittivité 1 mais une résistivité finie. Après l'avoir chargé, le condensateur se déchargera au fil du temps, en raison de la fuite de courant à travers le diélectrique. Si la résistivité du diélectrique est de "X" secondes, la demi-vie de la décharge est de ~ 0,05 X secondes. Ce résultat est indépendant de la taille, de la forme et de la charge du condensateur. Cet exemple éclaire la connexion fondamentale entre la résistivité et les unités de temps.

### Unités dimensionnellement équivalentes
Un certain nombre d'unités définies par le tableau ont des noms différents mais sont en fait dimensionnellement équivalentes - c'est-à-dire qu'elles ont la même expression en termes d'unités de base cm, g, s. Ceci est analogue à la distinction en SI entre becquerel et Hz, ou entre newton-mètre et joule. Les différents noms permettent d'éviter les ambiguïtés et les malentendus quant à la quantité physique mesurée. En particulier, toutes les quantités suivantes sont dimensionnellement équivalentes en unités gaussiennes, mais elles reçoivent néanmoins des noms d'unité différents comme suit :
| Quantité | En gaussien < unités de base | Unité gaussienne de mesure |
| -------- | ---------------------------- | -------------------------- |
| E G      | cm −1/2 ⋅g 1/2 ⋅s −1         | statV / cm                 |
| D G      | cm −1/2 ⋅g 1/2 ⋅s −1         | statC / cm 2               |
| P G      | cm −1/2 ⋅g 1/2 ⋅s −1         | statC / cm 2               |
| B G      | cm −1/2 ⋅g 1/2 ⋅s −1         | G                          |
| H G      | cm −1/2 g 1/2 ⋅s −1          | Oe                         |
| M G      | cm −1/2 ⋅g 1/2 ⋅s −1         | dyn / Mx                   |

## Règles générales pour traduire une formule
Toute formule peut être convertie entre les unités gaussiennes et SI en utilisant les facteurs de conversion symboliques du tableau 1 ci-dessus.
Par exemple, le champ électrique d'une charge ponctuelle stationnaire a la formule SI :
{\displaystyle \mathbf {E} ^{\text{SI}}={\frac {q^{\text{SI}}}{4\pi \epsilon _{0}r^{2}}}{\hat {\mathbf {r} }},}
où r est la distance et les exposants "SI" indiquent que le champ électrique et la charge sont définis à l'aide de définitions SI. Si nous voulons que la formule utilise à la place les définitions gaussiennes du champ électrique et de la charge, nous recherchons leurs relations à l'aide du tableau 1, qui nous dit que :
{\displaystyle {\frac {\mathbf {E} ^{\text{G}}}{\mathbf {E} ^{\text{SI}}}}={\sqrt {4\pi \epsilon _{0}}}\quad ,\quad {\frac {q^{\text{G}}}{q^{\text{SI}}}}={\frac {1}{\sqrt {4\pi \epsilon _{0}}}}\,.}
Par conséquent, après substitution et simplification, nous obtenons la formule des unités gaussiennes :
{\displaystyle \mathbf {E} ^{\text{G}}={\frac {q^{\text{G}}}{r^{2}}}{\hat {\mathbf {r} }},}
qui est la bonne formule d'unités gaussiennes, comme mentionné dans une section précédente.
Pour plus de commodité, le tableau ci-dessous présente une compilation des facteurs de conversion symboliques du tableau 1. Pour convertir n'importe quelle formule des unités gaussiennes en unités SI à l'aide de ce tableau, remplacez chaque symbole dans la colonne gaussienne par l'expression correspondante dans la colonne SI (vice versa pour convertir dans l'autre sens). Cela reproduira toutes les formules spécifiques données dans la liste ci-dessus, telles que les équations de Maxwell, ainsi que toute autre formule non répertoriée. Pour des exemples d'utilisation de ce tableau, voir.
| Nom | Unités gaussiennes | Unités SI |
| --- | --- | --- |
| champ électrique, potentiel électrique                                                                       | {\displaystyle \left(\mathbf {E} ^{\text{G}},\varphi ^{\text{G}}\right)}                                                                        | {\displaystyle {\sqrt {4\pi \epsilon _{0}}}\left(\mathbf {E} ^{\text{SI}},\varphi ^{\text{SI}}\right)}                                                                                       |
| champ de déplacement électrique                                                                              | {\displaystyle \mathbf {D} ^{\text{G}}} | {\displaystyle {\sqrt {\frac {4\pi }{\epsilon _{0}}}}\mathbf {D} ^{\text{SI}}} |
| charge, densité de charge, courant, densité de courant, densité de polarisation, moment dipolaire électrique | {\displaystyle \left(q^{\text{G}},\rho ^{\text{G}},I^{\text{G}},\mathbf {J} ^{\text{G}},\mathbf {P} ^{\text{G}},\mathbf {p} ^{\text{G}}\right)} | {\displaystyle {\frac {1}{\sqrt {4\pi \epsilon _{0}}}}\left(q^{\text{SI}},\rho ^{\text{SI}},I^{\text{SI}},\mathbf {J} ^{\text{SI}},\mathbf {P} ^{\text{SI}},\mathbf {p} ^{\text{SI}}\right)} |
| champ magnétique B, flux magnétique, potentiel vecteur magnétique                                            | {\displaystyle \left(\mathbf {B} ^{\text{G}},\Phi _{\text{m}}^{\text{G}},\mathbf {A} ^{\text{G}}\right)}                                        | {\displaystyle {\sqrt {\frac {4\pi }{\mu _{0}}}}\left(\mathbf {B} ^{\text{SI}},\Phi _{\text{m}}^{\text{SI}},\mathbf {A} ^{\text{SI}}\right)}                                                 |
| champ magnétique H                                                                                           | {\displaystyle \mathbf {H} ^{\text{G}}} | {\displaystyle {\sqrt {4\pi \mu _{0}}}\;\mathbf {H} ^{\text{SI}}} |
| moment magnétique, aimantation                                                                               | {\displaystyle \left(\mathbf {m} ^{\text{G}},\mathbf {M} ^{\text{G}}\right)}                                                                    | {\displaystyle {\sqrt {\frac {\mu _{0}}{4\pi }}}\left(\mathbf {m} ^{\text{SI}},\mathbf {M} ^{\text{SI}}\right)}                                                                              |
| permittivité, perméabilité                                                                                   | {\displaystyle \left(\epsilon ^{\text{G}},\mu ^{\text{G}}\right)}                                                                               | {\displaystyle \left({\frac {\epsilon ^{\text{SI}}}{\epsilon _{0}}},{\frac {\mu ^{\text{SI}}}{\mu _{0}}}\right)}                                                                             |
| susceptibilité électrique, susceptibilité magnétique                                                         | {\displaystyle \left(\chi _{\text{e}}^{\text{G}},\chi _{\text{m}}^{\text{G}}\right)}                                                            | {\displaystyle {\frac {1}{4\pi }}\left(\chi _{\text{e}}^{\text{SI}},\chi _{\text{m}}^{\text{SI}}\right)}                                                                                     |
| conductivité, conductance, capacité                                                                          | {\displaystyle \left(\sigma ^{\text{G}},S^{\text{G}},C^{\text{G}}\right)}                                                                       | {\displaystyle {\frac {1}{4\pi \epsilon _{0}}}\left(\sigma ^{\text{SI}},S^{\text{SI}},C^{\text{SI}}\right)}                                                                                  |
| résistivité, résistance, inductance                                                                          | {\displaystyle \left(\rho ^{\text{G}},R^{\text{G}},L^{\text{G}}\right)}                                                                         | {\displaystyle 4\pi \epsilon _{0}\left(\rho ^{\text{SI}},R^{\text{SI}},L^{\text{SI}}\right)}                                                                                                 |

| Nom | Unités SI | Unités gaussiennes |
| --- | --- | --- |
| champ électrique, potentiel électrique                                                                       | {\displaystyle \left(\mathbf {E} ^{\text{SI}},\varphi ^{\text{SI}}\right)}                                                                            | {\displaystyle {\frac {1}{\sqrt {4\pi \epsilon _{0}}}}\left(\mathbf {E} ^{\text{G}},\varphi ^{\text{G}}\right)}                                                             |
| champ de déplacement électrique                                                                              | {\displaystyle \mathbf {D} ^{\text{SI}}} | {\displaystyle {\sqrt {\frac {\epsilon _{0}}{4\pi }}}\mathbf {D} ^{\text{G}}}                                                                                               |
| charge, densité de charge, courant, densité de courant, densité de polarisation, moment dipolaire électrique | {\displaystyle \left(q^{\text{SI}},\rho ^{\text{SI}},I^{\text{SI}},\mathbf {J} ^{\text{SI}},\mathbf {P} ^{\text{SI}},\mathbf {p} ^{\text{SI}}\right)} | {\displaystyle {\sqrt {4\pi \epsilon _{0}}}\left(q^{\text{G}},\rho ^{\text{G}},I^{\text{G}},\mathbf {J} ^{\text{G}},\mathbf {P} ^{\text{G}},\mathbf {p} ^{\text{G}}\right)} |
| champ magnétique B, flux magnétique, potentiel vecteur magnétique                                            | {\displaystyle \left(\mathbf {B} ^{\text{SI}},\Phi _{\text{m}}^{\text{SI}},\mathbf {A} ^{\text{SI}}\right)}                                           | {\displaystyle {\sqrt {\frac {\mu _{0}}{4\pi }}}\left(\mathbf {B} ^{\text{G}},\Phi _{\text{m}}^{\text{G}},\mathbf {A} ^{\text{G}}\right)}                                   |
| champ magnétique H                                                                                           | {\displaystyle \mathbf {H} ^{\text{SI}}} | {\displaystyle {\frac {1}{\sqrt {4\pi \mu _{0}}}}\mathbf {H} ^{\text{G}}}                                                                                                   |
| moment magnétique, aimantation                                                                               | {\displaystyle \left(\mathbf {m} ^{\text{SI}},\mathbf {M} ^{\text{SI}}\right)}                                                                        | {\displaystyle {\sqrt {\frac {4\pi }{\mu _{0}}}}\left(\mathbf {m} ^{\text{G}},\mathbf {M} ^{\text{G}}\right)}                                                               |
| permittivité, perméabilité                                                                                   | {\displaystyle \left(\epsilon ^{\text{SI}},\mu ^{\text{SI}}\right)}                                                                                   | {\displaystyle \left(\epsilon _{0}\epsilon ^{\text{G}},\mu _{0}\mu ^{\text{G}}\right)}                                                                                      |
| susceptibilité électrique, susceptibilité magnétique                                                         | {\displaystyle \left(\chi _{\text{e}}^{\text{SI}},\chi _{\text{m}}^{\text{SI}}\right)}                                                                | {\displaystyle 4\pi \left(\chi _{\text{e}}^{\text{G}},\chi _{\text{m}}^{\text{G}}\right)}                                                                                   |
| conductivité, conductance, capacité                                                                          | {\displaystyle \left(\sigma ^{\text{SI}},S^{\text{SI}},C^{\text{SI}}\right)}                                                                          | {\displaystyle 4\pi \epsilon _{0}\left(\sigma ^{\text{G}},S^{\text{G}},C^{\text{G}}\right)}                                                                                 |
| résistivité, résistance, inductance                                                                          | {\displaystyle \left(\rho ^{\text{SI}},R^{\text{SI}},L^{\text{SI}}\right)}                                                                            | {\displaystyle {\frac {1}{4\pi \epsilon _{0}}}\left(\rho ^{\text{G}},R^{\text{G}},L^{\text{G}}\right)}                                                                      |

Une fois toutes les occurrences du produit {\displaystyle \epsilon _{0}\mu _{0}} remplacées par {\displaystyle 1/c^{2}}, il ne devrait pas y avoir de quantités restant dans l'équation avec une dimension électromagnétique SI.